# Prozatímní divadlo
Prozatímní divadlo (ve starší češtině též Divadlo prozatímné) bylo české divadlo, šlo o předchůdce dnešního Národního divadla v Praze. Budova Prozatímního divadla se stala jeho součástí.

## Historie

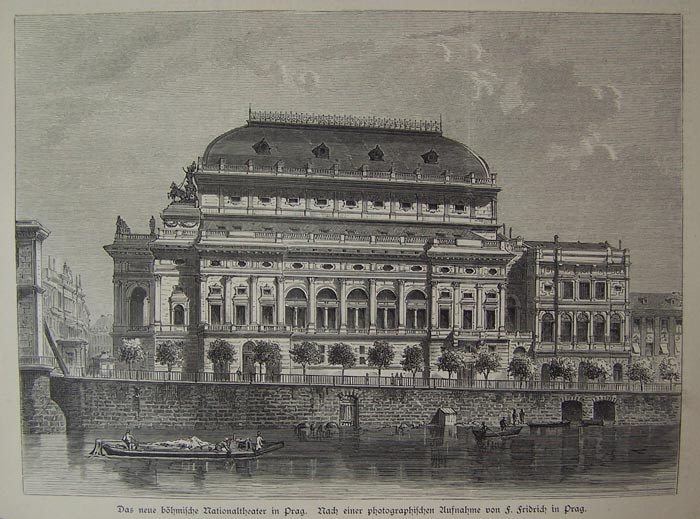
Národní a Prozatímní divadlo roku 1881, bez jižní přístavby

Roku 1852 zakoupil Sbor pro zbudování Národního divadla pozemek na nábřeží Vltavy v blízkosti mostu císaře Františka I. (dnešního mostu Legií). Tím finanční rezerva spolku výrazně poklesla; bylo zřejmé, že výstavba samotného divadla nebude v nejbližší době možná. Sbírky přinášely jen málo nových prostředků, proto bylo rozhodnuto pozemek zprvu pronajímat.
Výnosy sbírek opět vzrostly s obnoveným vlasteneckým cítěním po konci Bachova absolutismu roku 1859. Podařilo se shromáždit asi 100 tisíc zlatých (tedy částku asi dvacetkrát nižší než byly později náklady na stavbu Národního divadla). Po určitém váhání, zda je lépe postavit nejdříve menší divadlo nebo zda čekat déle s výstavbou definitivní budovy Národního divadla, byla přijata první varianta, kterou navrhl František Ladislav Rieger, tedy postavit Prozatímní divadlo.
Budova podle plánů architekta V. I. Ullmanna byla postavena během šesti měsíců v roce 1862; otevřena byla slavnostním představením 18. listopadu hrou Král Vukašín od Vítězslava Hálka. Prvním operním představením byla opera Vodař od Luigi Cherubiniho dne 20. listopadu 1862. Prostory divadla byly poněkud stísněné, mj. chyběly šatny, hlediště však pojalo asi tisíc diváků. Od září 1866 byl kapelníkem opery divadla Bedřich Smetana. V orchestru hrál na violu také Antonín Dvořák. Premiéru zde měly mj. Smetanovy opery Prodaná nevěsta a Hubička. Ředitelem se stal Jan Nepomuk Maýr.

## Národní divadlo

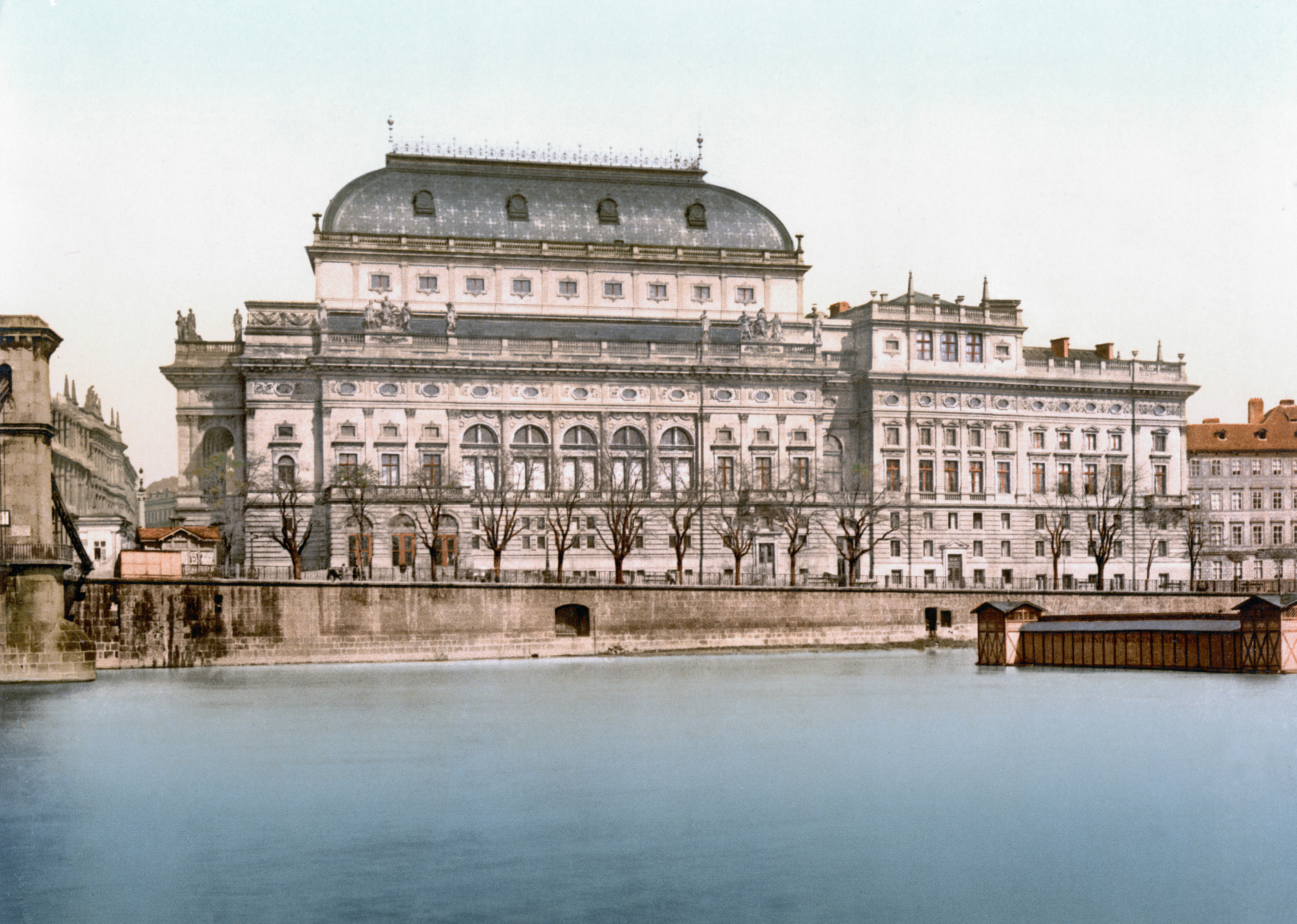
Bývalé Prozatímní divadlo mezi Zítkovou hlavní části budovy a Schulzovou jižní přístavbou z doby po požáru

Vedle Prozatímního divadla začala vyrůstat od roku 1868 budova Národního divadla. Prozatímní divadlo mělo být uzavřeno roku 1881, kdy začal provoz v Národním divadle. Po požáru Národního divadla 12. srpna 1881 však Prozatímní divadlo sloužilo nadále. 8. března 1882 těsně uniklo požáru, když pod jevištěm došlo k výbuchu dvou zásobníků plynu. Oheň byl tehdy díky včasnému zásahu herce Jakuba Vojty Slukova, který se tou dobou nacházel v kavárně Slavia, rychle uhašen.
Po slavnostním otevření znovuvystavěného Národního divadla 18. listopadu 1883 byla budova Prozatímního divadla přestavěna a propojena s jižním křídlem Národního divadla, jehož se stala součástí.